# Kynologie

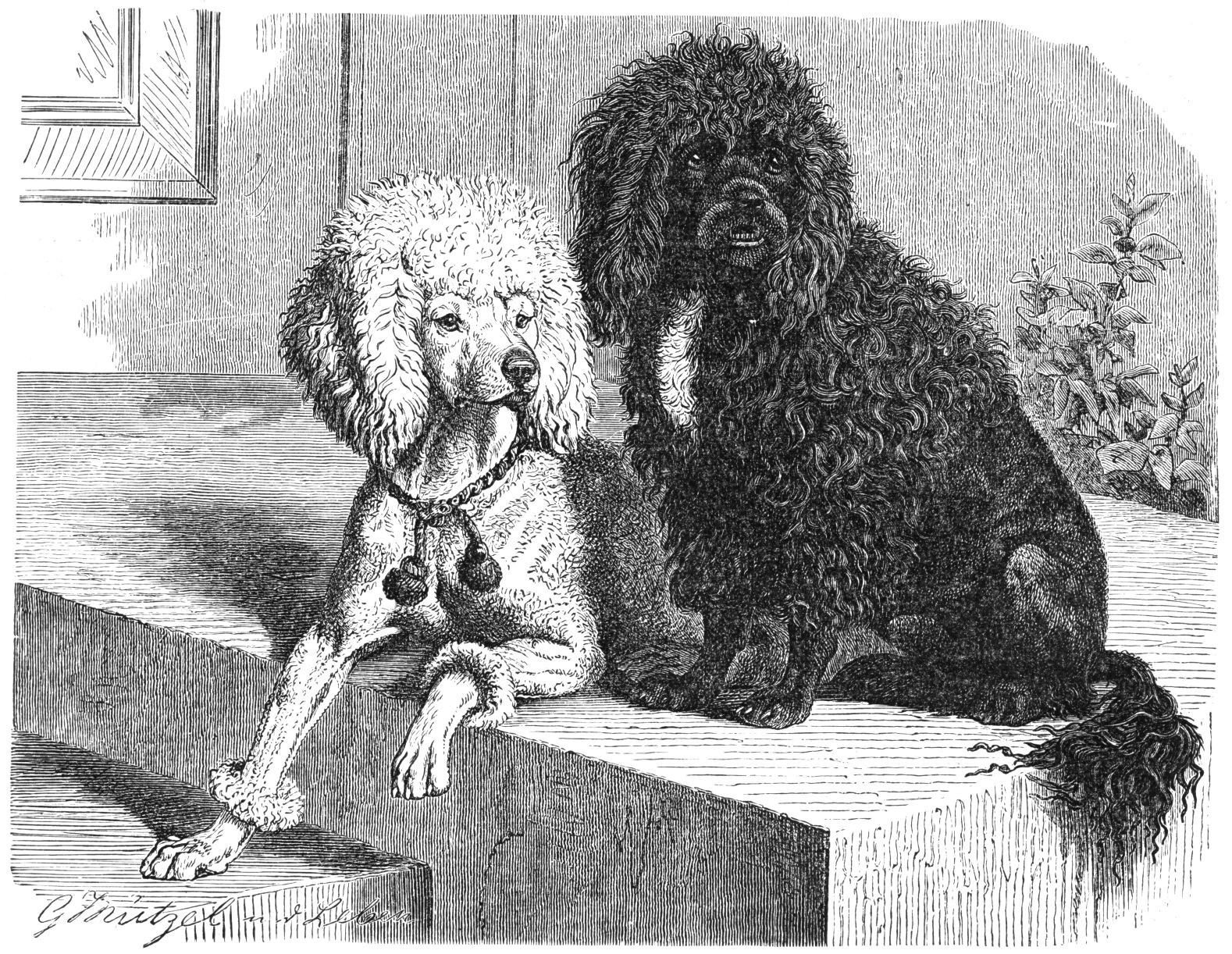
dva pudlové

Kynologie se zabývá studiem psů jako živočišného druhu z biologického hlediska, ale tento pojem se také často používá k označení těch, kdo se psům věnují jako domácím mazlíčkům a společníkům.
Termín může tedy být použit k označení seriózního vědeckého přístupu zoologů, ale stejně tak k souhrnnému označení výcvikářů a chovatelů, a v neposlední řadě také nadšenců, kteří se psům věnují na neformální úrovni zejména v psích sportech. Nejde tak o ucelenou větev vědy v pravém slova smyslu, přestože přípona –logie by tak naznačovala.
Jednou z mezinárodních organizací, která se zabývají kynologií je Mezinárodní kynologická federace (FCI), v Česku je zastoupena spolkem Českomoravské kynologické unie, z.s..

## Zkoumání psů
V praxi tedy studium psů a všeho, co je s nimi spojeno provádí a publikují ti, kdo obsáhli relevantní literaturu a formální strukturu oboru (např. stanovy Mezinárodní kynologické federace o chovu, zdraví a vystavování). To mohou být všichni od biologů, genetiků, zoologů a behavioristů až po historiky, veterináře a odborníky chovů.
Neformálně se psům věnují i lidé bez vědeckého zaměření jako novináři, spisovatelé, chovatelé, výcvikáři, psovodi a další, jejichž zdroji jsou kromě literatury a historie převážně osobní zkušenosti. Výsledkem tohoto nevědeckého úsilí často bývá mnoho praktických knih a videí pro širokou veřejnost.
Ti, kdo se nazývají kynology, se mohou tedy formálně i neformálně zabývat obory jako jsou veterinární lékařství, chovatelství psů, výcvik psů nebo literaturou a historií psů.

## Odvětví kynologie
- Služební kynologie je zejména oborem sloužícím policii, vězeňské službě, celní správě, obranným složkám a strážcům majetku se psem.
- Sportovní kynologie, či psí sporty, jsou oblíbené pro svoji účelnost zejména pokud jde o budování vztahu mezi psem a psovodem a většinou jsou do České republiky „importovány“ z angloamerické kultury. Patří mezi ně například agility, dog frisbee, flyball, coursing, dog dancing, obedience a jiné.
- Velmi divácky zajímavým odvětvím kynologie jsou výstavy.
- Chovatelstvím lze nazvat činnost, jejímž účelem je úspěšně reprodukovat jedince daného druhu. Je tedy odvětvím, ve kterém se projevuje původní sepětí s vědou, zejm. biologií. V chovatelství je totiž důležité sledovat zdraví všech jedinců, jak rodičů, tak potomků před i po spáření.
- Zkoušky jsou institucionálně pořádaná ověření schopností konkrétního psa, jejichž výsledkem je dosažení určitého stupně. V České republice existuje mnoho zkušebních řádů, kterým se psovod a jeho pes mohou podrobit. Podle Zkušebního řádu pro sportovní výcvik psů (NZŘ) může pes skládat zkoušky v podstatě od 10 měsíců věku (Zkouška základní ovladatelnosti). Tento řád umožňuje v různých stupních také zkoušky z všestranného výcviku, zkoušky psa stopaře a zkoušky psa obranáře. V ČR také lze skládat zkoušky podle Mezinárodního zkušebního řádu (IPO), který umožňuje složit například Mezinárodní zkoušku pracovního psa ve třech stupních a mezinárodní zkoušku psa stopaře. Mimo tyto řády existují v Česku ještě Zkušební řád pro sportovní výcvik psů v České republice (SchH/VPG), který mimo jiné umožňuje zkoušku z pachových prací, i Kynologická jednota Brno má svůj vlastní zkušební řád poskytující možnost složit zkoušky pasení. Pro potřeby psovodů záchranných sborů máme Zkušební řád Svazu záchranných brigád České republiky, přezkušující schopnosti psa při záchranných a lavinových pracích. Specializovaný kynologický svaz TART rovněž disponuje vlastním zkušebním řádem.

Základními disciplínami ve výše uvedených zkouškách bez ohledu na instituci, která zkušební řád vydala, bývá základní poslušnost, obrana, vlastní stopa, cizí stopa, speciální cviky, skupinové cviky, hlídání předmětu, atd.
Jednotlivé zkušební řády se v případě shody v disciplínách liší v detailech požadavků na to, jak má cvik či jiné předvedení vypadat (např. pes při chůzi u nohy se dívá na psovoda, jinde je žádoucí, aby se díval dopředu; přivolání s předsednutím, přivolání bez předsednutí, atp.)
- Myslivost je rovněž kynologickou disciplínou, protože psi jsou pro myslivce nepostradatelnou součástí práce v lese. I psů s loveckou upotřebitelností se mohou týkat zkoušky či institucionalizované ověření jejich vloh. Pak je možné při vystavování a následném uchovňování využít tzv. „pracovní třídy“ na výstavách.
- Záchranářství má původ v Československu, v Česku jej zastřešuje Svaz záchranných brigád kynologů ČR, mimo vyhledávání osob se pořádají také závody ve výkonech záchranných psů.